# Guangchang
Der Kreis Guangchang (广昌县; Pinyin: Guǎngchāng Xiàn) ist ein Kreis in der chinesischen Provinz Jiangxi. Er gehört zum Verwaltungsgebiet der bezirksfreien Stadt Fuzhou. Die Fläche beträgt 1.612 Quadratkilometer und die Einwohnerzahl 235.395 (Stand: Zensus 2010).